# Geological Journal
Geological Journal är en vetenskaplig tidskrift som berör magmatisk och metamorf geologi, paleontologi, sedimentologi, geomorfologi, tektonik, strukturgeologi, geofysik, geokemi och geokronologi.